# バーンサイド・ルール
バーンサイド・ルールズ（英: Burnside rules）は、カナディアンフットボールをラグビースタイルの競技からグリッドアイアンスタイルの競技へと転換した一連の規則である。名称はトロント大学フットボールチームの主将であったJohn Thrift Meldrum Burnsideに因む（しかし、Burnsideがこれらの規則を作ったわけではない）。1903年にオンタリオラグビー協会によって初めて採用されたこの規則は、フットボールのプレー方式に劇的な変化を導入した。
- フィールド上の1チームの選手数の15から12への減少
- ボールがプレーに入れられる時のスクリメージのライン上で許される人数の8から6への減少
- センターによってスクリメージラインから後方へボールをパスする「スナップ-バック（英語版）」システム
- 3回の連続したダウン（英語版）において10ヤード進む必要があること。さもなければボールの所有権を失う。

当時既に実施されていたアメリカンフットボールの規則（1880年代にウォルター・キャンプによって考案された）と類似していたものの、バーンサイド・ルールズは多くの違いを有し、別々に進化した。これらの規則は今日では普通であるが、当時は急進的と見なされた。オンタリオラグビー協会外のその他のチームは1905年までこれらの規則を拒絶した。